# Pallavolo ai Giochi della XXXI Olimpiade - Qualificazioni al torneo maschile (FIVB - girone A)
Le qualificazioni mondiali di pallavolo maschile ai Giochi della XXXI Olimpiade (girone A) si sono svolte dal 28 maggio al 5 giugno 2016 a Tokyo, in Giappone: al torneo hanno partecipato otto squadre nazionali e le prime tre classificate e la prima asiatica e oceaniana classificata si sono qualificate per i Giochi della XXXI Olimpiade.

## Impianti
|                                                                                  |  |  |
|                                                                                  |  |  |
| Tokyo Metropolitan Gymnasium Città: Tokyo Capienza: 10 000 Anno d'apertura: 1952 |  |  |

## Regolamento

### Formula
Le squadre hanno disputato un'unica fase con formula del girone all'italiana.

### Criteri di classifica
Se il risultato finale è stato di 3-0 o 3-1 sono stati assegnati 3 punti alla squadra vincente e 0 a quella sconfitta, se il risultato finale è stato di 3-2 sono stati assegnati 2 punti alla squadra vincente e 1 a quella sconfitta.
L'ordine del posizionamento in classifica è stato definito in base a:
- Numero di partite vinte;
- Punti;
- Ratio dei set vinti/persi;
- Ratio dei punti realizzati/subiti;
- Risultati degli scontri diretti.

## Squadre partecipanti
| Squadra   | Qualificazione                              |
| --------- | ------------------------------------------- |
| Australia | 2ª nel ranking AVC                          |
| Canada    | 2ª torneo di qualificazione nordamericano   |
| Cina      | 4ª nel ranking AVC                          |
| Francia   | 2ª nel torneo di qualificazione europeo     |
| Giappone  | Paese organizzatore                         |
| Iran      | 1ª nel ranking AVC                          |
| Polonia   | 3ª nel torneo di qualificazione europeo     |
| Venezuela | 2ª al torneo di qualificazione sudamericano |

## Torneo

### Risultati
| 28 maggio 2016 Tokyo Metropolitan Gymnasium, Tokyo Durata: 1h:12 - Spettatori: 1 400  | Iran      | 3 - 0 | Australia | 25-19, 25-17, 25-18               |
| 28 maggio 2016 Tokyo Metropolitan Gymnasium, Tokyo Durata: 1h:31 - Spettatori: 2 200  | Cina      | 1 - 3 | Francia   | 13-25, 25-22, 23-25, 21-25        |
| 28 maggio 2016 Tokyo Metropolitan Gymnasium, Tokyo Durata: 1h:57 - Spettatori: 4 500  | Polonia   | 3 - 2 | Canada    | 25-18, 17-25, 25-21, 18-25, 15-9  |
| 28 maggio 2016 Tokyo Metropolitan Gymnasium, Tokyo Durata: 2h:03 - Spettatori: 10 000 | Giappone  | 3 - 1 | Venezuela | 26-28, 25-20, 25-19, 25-19        |
| 29 maggio 2016 Tokyo Metropolitan Gymnasium, Tokyo Durata: 2h:14 - Spettatori: 1 850  | Canada    | 2 - 3 | Iran      | 29-27, 25-19, 20-25, 21-25, 14-16 |
| 29 maggio 2016 Tokyo Metropolitan Gymnasium, Tokyo Durata: 1h:28 - Spettatori: 2 800  | Venezuela | 1 - 3 | Australia | 25-19, 20-25, 10-25, 19-25        |
| 29 maggio 2016 Tokyo Metropolitan Gymnasium, Tokyo Durata: 1h:59 - Spettatori: 5 000  | Francia   | 2 - 3 | Polonia   | 25-22, 25-13, 29-31, 17-25, 12-15 |
| 29 maggio 2016 Tokyo Metropolitan Gymnasium, Tokyo Durata: 1h:24 - Spettatori: 10 000 | Giappone  | 0 - 3 | Cina      | 20-25, 22-25, 23-25               |
| 31 maggio 2016 Tokyo Metropolitan Gymnasium, Tokyo Durata: 1h:55 - Spettatori: 800    | Australia | 2 - 3 | Canada    | 19-25, 26-24, 25-20, 27-29, 11-15 |
| 31 maggio 2016 Tokyo Metropolitan Gymnasium, Tokyo Durata: 1h:03 - Spettatori: 1 100  | Cina      | 3 - 0 | Venezuela | 25-16, 25-18, 25-15               |
| 31 maggio 2016 Tokyo Metropolitan Gymnasium, Tokyo Durata: 1h:15 - Spettatori: 3 000  | Iran      | 0 - 3 | Francia   | 20-25, 18-25, 22-25               |
| 31 maggio 2016 Tokyo Metropolitan Gymnasium, Tokyo Durata: 1h:33 - Spettatori: 10 000 | Polonia   | 3 - 0 | Giappone  | 25-22, 25-16, 25-23               |
| 1º giugno 2016 Tokyo Metropolitan Gymnasium, Tokyo Durata: 1h:17 - Spettatori: 900    | Venezuela | 0 - 3 | Canada    | 20-25, 20-25, 25-27               |
| 1º giugno 2016 Tokyo Metropolitan Gymnasium, Tokyo Durata: 1h:43 - Spettatori: 1 900  | Francia   | 3 - 1 | Australia | 25-22, 25-18, 16-25, 44-42        |
| 1º giugno 2016 Tokyo Metropolitan Gymnasium, Tokyo Durata: 2h:05 - Spettatori: 3 500  | Cina      | 2 - 3 | Polonia   | 28-26, 25-20, 16-25, 17-25, 10-15 |
| 1º giugno 2016 Tokyo Metropolitan Gymnasium, Tokyo Durata: 2h:08 - Spettatori: 10 000 | Giappone  | 1 - 3 | Iran      | 20-25, 25-19, 22-25, 25-27        |
| 2 giugno 2016 Tokyo Metropolitan Gymnasium, Tokyo Durata: 1h:06 - Spettatori: 1 100   | Canada    | 0 - 3 | Francia   | 17-25, 17-25, 16-25               |
| 2 giugno 2016 Tokyo Metropolitan Gymnasium, Tokyo Durata: 2h:02 - Spettatori: 1 900   | Iran      | 3 - 2 | Cina      | 26-24, 22-25, 25-19, 17-25, 18-16 |
| 2 giugno 2016 Tokyo Metropolitan Gymnasium, Tokyo Durata: 1h:12 - Spettatori: 3 500   | Polonia   | 3 - 0 | Venezuela | 25-21, 25-17, 25-18               |
| 2 giugno 2016 Tokyo Metropolitan Gymnasium, Tokyo Durata: 1h:36 - Spettatori: 10 000  | Australia | 3 - 0 | Giappone  | 25-23, 25-19, 29-27               |
| 4 giugno 2016 Tokyo Metropolitan Gymnasium, Tokyo Durata: 1h:42 - Spettatori: 1 500   | Cina      | 1 - 3 | Australia | 23-25, 22-25, 25-20, 24-26        |
| 4 giugno 2016 Tokyo Metropolitan Gymnasium, Tokyo Durata: 1h:38 - Spettatori: 2 500   | Venezuela | 2 - 3 | Francia   | 21-25, 25-23, 11-25, 25-20, 9-15  |
| 4 giugno 2016 Tokyo Metropolitan Gymnasium, Tokyo Durata: 1h:58 - Spettatori: 4 600   | Polonia   | 1 - 3 | Iran      | 20-25, 18-25, 25-20, 32-34        |
| 4 giugno 2016 Tokyo Metropolitan Gymnasium, Tokyo Durata: 1h:57 - Spettatori: 10 000  | Giappone  | 1 - 3 | Canada    | 25-23, 19-25, 21-25, 23-25        |
| 5 giugno 2016 Tokyo Metropolitan Gymnasium, Tokyo Durata: 2h:01 - Spettatori: 1 600   | Iran      | 3 - 2 | Venezuela | 25-23, 27-29, 21-25, 25-18, 15-8  |
| 5 giugno 2016 Tokyo Metropolitan Gymnasium, Tokyo Durata: 1h:50 - Spettatori: 3 000   | Canada    | 3 - 2 | Cina      | 25-16, 20-25, 24-26, 25-20, 15-9  |
| 5 giugno 2016 Tokyo Metropolitan Gymnasium, Tokyo Durata: 1h:13 - Spettatori: 5 800   | Australia | 0 - 3 | Polonia   | 21-25, 15-25, 25-27               |
| 5 giugno 2016 Tokyo Metropolitan Gymnasium, Tokyo Durata: 1h:25 - Spettatori: 10 000  | Francia   | 0 - 3 | Giappone  | 18-25, 23-25, 23-25               |

### Classifica
| Pos | Squadra   | Pt | G | V | P | SV | SP | Ratio | PF  | PS  | Ratio |
| --- | --------- | -- | - | - | - | -- | -- | ----- | --- | --- | ----- |
| 1   | Polonia   | 15 | 7 | 6 | 1 | 19 | 9  | 2.111 | 639 | 584 | 1.094 |
| 2   | Iran      | 15 | 7 | 6 | 1 | 18 | 11 | 1.636 | 668 | 637 | 1.048 |
| 3   | Francia   | 15 | 7 | 5 | 2 | 17 | 10 | 1.700 | 637 | 571 | 1.115 |
| 4   | Canada    | 12 | 7 | 4 | 3 | 16 | 14 | 1.142 | 654 | 640 | 1.021 |
| 5   | Australia | 10 | 7 | 3 | 4 | 12 | 14 | 0.857 | 599 | 612 | 0.978 |
| 6   | Cina      | 9  | 7 | 2 | 5 | 14 | 15 | 0.933 | 627 | 635 | 0.987 |
| 7   | Giappone  | 6  | 7 | 2 | 5 | 8  | 16 | 0.500 | 547 | 573 | 0.954 |
| 8   | Venezuela | 2  | 7 | 0 | 7 | 6  | 21 | 0.285 | 524 | 643 | 0.814 |

## Podio

### Campione
Formazione: 1 Wojciech Żaliński, 3 Dawid Konarski, 6 Bartosz Kurek, 7 Karol Kłos, 11 Fabian Drzyzga, 12 Grzegorz Łomacz, 13 Michał Kubiak, 15 Piotr Gacek, 17 Paweł Zatorski, 18 Marcin Możdżonek, 20 Mateusz Mika, 21 Rafał Buszek, 23 Mateusz Bieniek, 25 Artur Szalpuk, CT: Stéphane Antiga

### Secondo posto
Formazione: 1 Shahram Mahmoudi, 2 Milad Ebadipour, 4 Saeid Marouf, 5 Farhad Ghaemi, 6 Mohammad Mousavi, 7 Hamzeh Zarini, 8 Farhad Zarif, 9 Adel Gholami, 10 Amir Ghafour, 12 Mojtaba Mirzajanpour, 13 Mehdi Mahdavi, 15 Mostafa Sharifat, 16 Armin Tashakkori, 19 Mahdi Marandi, CT: Raúl Lozano

### Terzo posto
Formazione: 2 Jenia Grebennikov, 4 Antonin Rouzier, 5 Trévor Clévenot, 6 Benjamin Toniutti, 7 Kévin Tillie, 9 Earvin N'Gapeth, 10 Kévin Le Roux, 13 Pierre Pujol, 14 Nicolas Le Goff, 15 Horacio d'Almeida, 16 Nicolas Maréchal, 17 Franck Lafitte, 18 Nicolas Rossard, 22 Hubert Henno, CT: Laurent Tillie

## Classifica finale
| Pos | Squadra   | Qualificazione              |
| --- | --------- | --------------------------- |
|     | Polonia   | Giochi della XXXI Olimpiade |
|     | Iran      | Giochi della XXXI Olimpiade |
|     | Francia   | Giochi della XXXI Olimpiade |
| 4   | Canada    | Giochi della XXXI Olimpiade |
| 5   | Australia |                             |
| 6   | Cina      |                             |
| 7   | Giappone  |                             |
| 8   | Venezuela |                             |